# Marjaniwka (hromada Hajsyn)
Marjaniwka (ukr. Мар'янівка) – wieś na Ukrainie, w obwodzie winnickim, w rejonie hajsyńskim, w hromadzie Hajsyn. W 2001 liczyła 977 mieszkańców.